# 埃斯特吕德
埃斯特吕德（法語：Hestrud，法語發音：[ɛstʁyd]）是法国上法蘭西大區北部省的一个市镇，位于该省东部，属于埃尔普河畔阿韦讷区。

## 地理
埃斯特吕德（50°11'58"N, 4°9'5"E）面积6.09 平方千米，位于法国上法蘭西大區北部省，该省份为法国最北部的省份及最长的省份，西北濒北海，西接加来海峡省，南至埃纳省和索姆省，东与比利时接壤。
与埃斯特吕德接壤的市镇（或旧市镇、城区）包括：库索尔、博里约、索尔堡、贝雷勒、锡夫里-朗斯。
埃斯特吕德的时区为UTC+01:00、UTC+02:00（夏令时）。

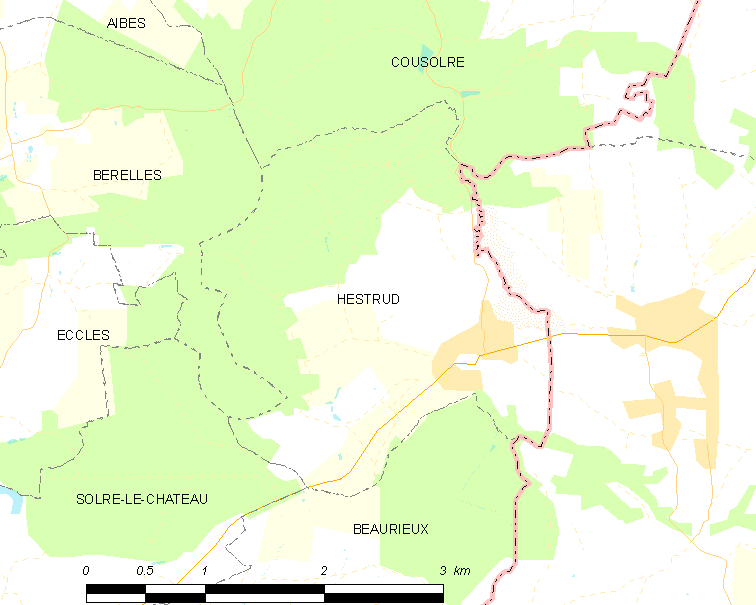
埃斯特吕德的OSM定位图

## 行政
埃斯特吕德的邮政编码为59740，INSEE市镇编码为59306。

## 政治
埃斯特吕德所属的省级选区为富尔米县。

## 人口

1962-2008年间埃斯特吕德人口变化图示

埃斯特吕德于2022年1月1日时的人口数量为299人。